# Jonas Hector
Jonas Hector, född 27 maj 1990 i Saarbrücken, är en tysk före detta fotbollsspelare som spelade för 1. FC Köln och det tyska fotbollslandslaget.
Hector började spela för FC Kölns U21-lag 2010 och 2012 blev han uttagen till proffslaget. 2012 gjorde han sin proffsdebut för Köln i DFB-Pokal och 27 augusti 2012 följde hans första ligamatch i 2. Bundesliga. 23 augusti 2014 följde debuten i Bundesliga. I november 2014 debuterade han i landslaget i en landskamp mot Gibraltar. 
Han togs ut i truppen till EM-slutspelet 2016 och spelade i Tysklands samtliga matcher. I kvartsfinalen mot Italien slog han in det avgörande målet i straffsparksläggningen.